# Kup Nogometnog saveza Zagrebačke županije
Kup Nogometnog saveza Zagrebačke županije je nogometno kup-natjecanje za klubove s područja Zagrebačke županije (Premier liga NS Zagrebačke županije, 1. ŽNL Zagrebačka, 2. ŽNL Zagrebačka) koje organizira Nogometni savez Zgrebačke županije. Natjecanju za županijski kup prethode kupovi nogometnih središta. Pobjednik i finalist natjecanja stječu pravo nastupa u Hrvatskom nogometnom kupu. U natjecanju ne sudjeluju klubovi koji imaju izravan plasman u Hrvatski nogometni kup po ostvarenom koeficijentu.

## Završnice
| sezona    | pobjednik                         | rezultat završnice | poraženi                  | napomene |
| --------- | --------------------------------- | ------------------ | ------------------------- | --- |
| 1994./95. |                                   |                    |                           | |
| 1995./96. |                                   |                    |                           | |
| 1996./97. |                                   |                    |                           | |
| 1997./98. |                                   |                    |                           | Dugo Selo i Samobor su se plasirali u pretkolo Hrvatskog kupa                                                                           |
| 1998./99. |                                   |                    |                           | PIK Vrbovec i Radnik Velika Gorica su se plasirali u pretkolo Hrvatskog kupa                                                            |
| 1999./00. |                                   |                    |                           | PIK Vrbovec i Stupnik (Donji Stupnik) su se plasirali u pretkolo Hrvatskog kupa                                                         |
| 2000./01. |                                   |                    |                           | Radnik Velika Gorica i Samobor su se plasirali u pretkolo Hrvatskog kupa                                                                |
| 2001./02. |                                   |                    |                           | Dugo Selo i Sava Strmec su se plasirali u pretkolo Hrvatskog kupa                                                                       |
| 2002./03. |                                   |                    |                           | Naftaš Ivanić-Grad, Udarnik (Kurilovec – Velika Gorica) i Vinogradar (Mladina – Jastrebarsko) su se plasirali u pretkolo Hrvatskog kupa |
| 2003./04. |                                   |                    |                           | Naftaš Ivanić-Grad, Strmec Bedenica i Vinogradar (Mladina – Jastrebarsko) su se plasirali u pretkolo Hrvatskog kupa                     |
| 2004./05. |                                   |                    |                           | Samobor i Vinogradar (Mladina – Jastrebarsko) su se plasirali u pretkolo Hrvatskog kupa                                                 |
| 2005./06. |                                   |                    |                           | Samobor i Vinogradar (Mladina – Jastrebarsko) su se plasirali u pretkolo Hrvatskog kupa                                                 |
| 2006./07. |                                   |                    |                           | Polet Buševec i Zelina (Sveti Ivan Zelina) su se plasirali u pretkolo Hrvatskog kupa                                                    |
| 2007./08. |                                   |                    |                           | Polet Buševec i Vinogradar (Mladina – Jastrebarsko) su se plasirali u pretkolo Hrvatskog kupa                                           |
| 2008./09. |                                   |                    |                           | Bistra (Donja Bistra) i Dugo Selo su se plasirali u pretkolo Hrvatskog kupa                                                             |
| 2009./10. |                                   |                    |                           | Vinogradar (Mladina – Jastrebarsko) i Vrbovec su se plasirali u pretkolo Hrvatskog kupa                                                 |
| 2010./11. |                                   |                    |                           | Strmec Bedenica i Vrbovec su se plasirali u pretkolo Hrvatskog kupa                                                                     |
| 2011./12. |                                   |                    |                           | Gorica (Velika Gorica) i Zelina (Sveti Ivan Zelina) su se plasirali u pretkolo Hrvatskog kupa                                           |
| 2012./13. | Zelina (Sveti Ivan Zelina)        |                    | Gorica (Velika Gorica)    | |
| 2013./14. |                                   |                    |                           | Bistra (Donja Bistra) i Stupnik (Donji Stupnik) su se plasirali u pretkolo Hrvatskog kupa                                               |
| 2014./15. | Gorica (Velika Gorica)            | 0:0 (6:5 11 m)     | Bistra (Donja Bistra)     | Bistra domaćin završnice |
| 2015./16. | Gorica (Velika Gorica)            | 3:0                | Samobor                   | igrano u Laduču |
| 2016./17. | Gorica (Velika Gorica)            | 2:1                | Vrbovec                   | Vrbovec domaćin završnog susreta |
| 2017./18. | Udarnik Kurilovec (Velika Gorica) | 2:0                | Sava Strmec               | Udarnik domaćin završnog susreta |
| 2018./19. | Kurilovec (Velika Gorica)         | 2:2 (5:4 11 m)     | Gorica (Velika Gorica)    | Gorica domaćin završnog susreta |
| 2019./20. | Kurilovec (Velika Gorica)         | 2:2 (5:3 11 m)     | Gorica (Velika Gorica)    | Kurilovec domaćin završnog susreta |
| 2020./21. | Samobor                           | 2:2 (3:1 11 m)     | Kurilovec (Velika Gorica) | Samobor domaćin završnog susreta |
| 2021./22. | Sava Strmec                       | 3:2                | Bistra (Donja Bistra)     | Sava Strmec domaćin završnog susreta |
| 2022./23. | Dugo Selo                         | 4:1                | Tigar Sveta Nedelja       | Dugo Selo domaćin završnog susreta |
| 2023./24. | Samobor                           | 3:1                | Sava Strmec               | igrano u Rakitju |
| 2024./25. | Dugo Selo                         | 1:0                | Kurilovec (Velika Gorica) | igrano u Velikoj Mlaci |

## Poveznice
- Nogomeni savez Zagrebačke županije
- NS Jastrebarsko
- NS Samobor
- NS Velika Gorica
- NS Vrbovec
- NS Zaprešić
- Hrvatski nogometni kup
- 4. nogometna liga Središte Zagreb
- 1. ŽNL Zagrebačka
- 2. ŽNL Zagrebačka